# Макфарлейн, Майкл
Майкл Макфарлейн (англ. Michael McFarlane; 2 мая 1960, Хакни, Большой Лондон — 6 июня 2023[…]) — британский легкоатлет, олимпийский медалист.

## Биография
Макфарлейн начал карьеру будучи школьником, трижды выиграв забеги на 200 метров. Этот успех продолжился, когда он выиграл юниорские титулы AAA в помещении 60/200 метров. За этим последовала победа на открытом воздухе AAA junior 200. Он также был чемпионом Южной Англии и в 1979/1980 годах выиграл титулы чемпиона Европы среди юниоров и чемпиона AAA в помещении на 200 метров.
В 1980 году он поехал на Олимпиаду в Москве, где пробежал 200 метров и вышел в четвертьфинал. Он также был членом команды спринтерской эстафеты, которая дошла до финала и заняла 4-е место. В 1982 году, выиграв чемпионат Великобритании на дистанции 200 метров, он отправился на свои вторые Игры Содружества, где выиграл совместное золото Содружества вместе с олимпийским чемпионом 1980 года на дистанции 100 метров Алланом Уэллсом.
В 1984 году он выиграл чемпионат Великобритании на дистанции 100 метров, затем отправился на Олимпийские игры в Лос-Анджелес, где дошёл до финала на дистанции 100 метров и занял отличное 5-е место. В 1985 году он стал чемпионом Европы в помещении на дистанции 60 метров. В 1986 году он участвовал в своих третьих играх Содружества, где завоевал бронзу на дистанции 100 метров и серебро в спринтерской эстафете. Он также вышел в финал Чемпионата Европы на 100 метров в Штутгарте в 1986 году, где занял 6-е место. На чемпионате мира по лёгкой атлетике 1987 года он пробежал 100 метров, не сумев выйти в финал.
Он выступал за Великобританию на летних Олимпийских играх 1988 года в Сеуле, Южная Корея, в эстафете 4×100 метров, где вместе со своими товарищами по команде Эллиотом Банни, Джоном Реджисом и Линфордом Кристи завоевал серебряную медаль. Впоследствии он сделал успешную тренерскую карьеру после выхода на пенсию и являлся высокоэффективным тренером для британской лёгкой атлетики, базирующейся в Национальном центре лёгкой атлетики в Ли-Вэлли.
Умер 6 июня 2023 года в возрасте 63 лет после сердечного приступа.